# Copa de la Reina de baloncesto 2024
La Copa de la Reina 2024 corresponde a la 62.ª edición de dicho torneo. Se celebró del 21 al 24 de marzo de 2024 en el Palacio de Deportes Carolina Marín de  Huelva.

## Equipos clasificados
Participaron los ocho mejores equipos clasificados después del final de la primera mitad de la Liga Femenina 2023–24 (15.ª jornada, 3 de enero de 2024), ya que esta edición la sede designada por la FEB fue Huelva, sin equipo actualmente en Liga Femenina.
| Pos. | Equipo                  | PJ | G  | P | PF   | PC   | DP   | Pts | Clasificación    |
| ---- | ----------------------- | -- | -- | - | ---- | ---- | ---- | --- | ---------------- |
| 1    | Valencia BC             | 15 | 13 | 2 | 1072 | 764  | +308 | 28  | Cabezas de serie |
| 2    | Perfumerías Avenida     | 15 | 12 | 3 | 1088 | 869  | +219 | 27  | Cabezas de serie |
| 3    | Casademont Zaragoza     | 15 | 12 | 3 | 1068 | 928  | +140 | 27  | Cabezas de serie |
| 4    | Spar Girona             | 15 | 10 | 5 | 1015 | 939  | +76  | 25  | Cabezas de serie |
| 5    | Movistar Estudiantes    | 15 | 10 | 5 | 982  | 921  | +61  | 25  |                  |
| 6    | IDK Euskotren           | 15 | 9  | 6 | 983  | 932  | +51  | 24  |                  |
| 7    | Lointek Gernika Bizkaia | 15 | 9  | 6 | 1040 | 992  | +48  | 24  |                  |
| 8    | Baxi Ferrol             | 15 | 8  | 7 | 1028 | 1018 | +10  | 23  |                  |

 Fuente: Liga Femenina

## Árbitros
Los siguientes árbitros fueron designados por la FEB para dirigir los encuentros de la competición.
- Eva Areste Giralt
- Héctor Báez Batista
- Enrique López Herrada
- Ariadna Chueca Moreno
- Ángel de Lucas de Lucas
- Carlos Javier García León
- Igor Esteve Malmierca
- Paula Lema Parga
- Juan Ramón Hurtado Almansa
- Fernando Ibáñez García
- Antonio Manuel Zamora Rodríguez
- Jesús Martínez Prada

## Cuadro
A continuación se detallan todos los partidos que compusieron esta edición:
|  | Cuartos de final        | Cuartos de final        | Cuartos de final     |                      |                     | Semifinales         | Semifinales | Semifinales |  |             | Final       | Final       | Final       |  |
|  | 21 y 22 de marzo        | 21 y 22 de marzo        | 21 y 22 de marzo     |                      |                     | 23 de marzo         | 23 de marzo | 23 de marzo |  |             | 24 de marzo | 24 de marzo | 24 de marzo |  |
|  |                         |                         |                      |                      |                     |                     |             |             |  |             |             |             |             |  |
|  |                         |                         |                      |                      |                     |                     |             |             |  |             |             |             |             |  |
|  | Valencia BC             | Valencia BC             | 63                   |                      |                     |                     |             |             |  |             |             |             |             |  |
|  | Valencia BC             | Valencia BC             | 63                   |                      |                     |                     |             |             |  |             |             |             |             |  |
|  | IDK Euskotren           | IDK Euskotren           | 55                   |                      |                     |                     |             |             |  |             |             |             |             |  |
|  | IDK Euskotren           | IDK Euskotren           | 55                   |                      | Valencia BC         | Valencia BC         | 77          |             |  |             |             |             |             |  |
|  | 21 de marzo             |                         |                      |                      | Valencia BC         | Valencia BC         | 77          |             |  |             |             |             |             |  |
|  |                         |                         | Movistar Estudiantes | Movistar Estudiantes | 50                  |                     |             |             |  |             |             |             |             |  |
|  | Spar Girona             | Spar Girona             | Movistar Estudiantes | Movistar Estudiantes | 50                  | 49                  |             |             |  |             |             |             |             |  |
|  | Spar Girona             | Spar Girona             |                      |                      |                     |                     |             |             |  |             |             |             |             |  |
|  | Movistar Estudiantes    | Movistar Estudiantes    | 72                   |                      |                     |                     |             |             |  |             |             |             |             |  |
|  | Movistar Estudiantes    | Movistar Estudiantes    | 72                   |                      |                     |                     |             |             |  | Valencia BC | Valencia BC | 77          |             |  |
|  |                         |                         |                      |                      |                     |                     |             |             |  | Valencia BC | Valencia BC | 77          |             |  |
|  |                         |                         | Casademont Zaragoza  | Casademont Zaragoza  | 53                  |                     |             |             |  |             |             |             |             |  |
|  | Perfumerías Avenida     | Perfumerías Avenida     | Casademont Zaragoza  | Casademont Zaragoza  | 53                  | 66                  |             |             |  |             |             |             |             |  |
|  | Perfumerías Avenida     | Perfumerías Avenida     |                      |                      |                     |                     |             |             |  |             |             |             |             |  |
|  | Lointek Gernika Bizkaia | Lointek Gernika Bizkaia | 56                   |                      |                     |                     |             |             |  |             |             |             |             |  |
|  | Lointek Gernika Bizkaia | Lointek Gernika Bizkaia | 56                   |                      | Perfumerías Avenida | Perfumerías Avenida | 61          |             |  |             |             |             |             |  |
|  | 22 de marzo             |                         |                      |                      | Perfumerías Avenida | Perfumerías Avenida | 61          |             |  |             |             |             |             |  |
|  |                         |                         | Casademont Zaragoza  | Casademont Zaragoza  | 73                  |                     |             |             |  |             |             |             |             |  |
|  | Casademont Zaragoza     | Casademont Zaragoza     | Casademont Zaragoza  | Casademont Zaragoza  | 73                  | 75                  |             |             |  |             |             |             |             |  |
|  | Casademont Zaragoza     | Casademont Zaragoza     |                      |                      |                     |                     |             |             |  |             |             |             |             |  |
|  | Baxi Ferrol             | Baxi Ferrol             | 49                   |                      |                     |                     |             |             |  |             |             |             |             |  |
|  | Baxi Ferrol             | Baxi Ferrol             | 49                   |                      |                     |                     |             |             |  |             |             |             |             |  |
|  |                         |                         |                      |                      |                     |                     |             |             |  |             |             |             |             |  |

## Cuartos de final
| 21 de marzo de 2024 | Valencia BC                                                                                      | 63–55                                 | IDK Euskotren                                                                  | Huelva |  |
| 18:00               | Parciales: 16-15, 20-11, 14-12, 13-17                                                            | Parciales: 16-15, 20-11, 14-12, 13-17 | Parciales: 16-15, 20-11, 14-12, 13-17                                          | |  |
|                     | Estadísticas Alina Iagupova 15 Nadia Fingall, Queralt Casas 6 Cristina Ouviña 3 Queralt Casas 20 | Reporte Pts Reb Asts Val              | Estadísticas 14 Becky Massey 8 Iris Junio 4 Lara González Duarte 19 Iris Junio | Pabellón: Palacio de Deportes Carolina Marín Árbitros: Ángel de Lucas de Lucas Igor Esteve Malmierca Fernando Ibáñez García Televisión: |  |

| 21 de marzo de 2024 | Spar Girona                                                                    | 49–72                                 | Movistar Estudiantes                                                                                             | Huelva |  |
| 20:30               | Parciales: 12-11, 14-15, 11-19, 12-27                                          | Parciales: 12-11, 14-15, 11-19, 12-27 | Parciales: 12-11, 14-15, 11-19, 12-27                                                                            | |  |
|                     | Estadísticas Marianna Tolo 14 Marianna Tolo 8 Marta Canella 2 Marianna Tolo 28 | Reporte Pts Reb Asts Val              | Estadísticas 17 Marena Whittle 10 Gracia Alonso de Armiño 2 Juana Camilión, Begoña De Santiago 21 Marena Whittle | Pabellón: Palacio de Deportes Carolina Marín Árbitros: Carlos Javier García León Antonio Manuel Zamora Rodríguez Eva Areste Giralt Televisión: |  |

| 22 de marzo de 2024 | Perfumerías Avenida                                                                   | 66–56                                 | Lointek Gernika Bizkaia                                                                                                | Huelva |  |
| 18:00               | Parciales: 18-10, 15-15, 18-14, 15-17                                                 | Parciales: 18-10, 15-15, 18-14, 15-17 | Parciales: 18-10, 15-15, 18-14, 15-17                                                                                  | |  |
|                     | Estadísticas Arica Carter 23 Laura Gil 10 Olcay Çakır, Arica Carter 4 Arica Carter 30 | Reporte Pts Reb Asts Val              | Estadísticas 14 Stephanie Watts 6 Watts, Milapie, da Silva, Madera 4 Itziar Ariztimuño 14 Maya Dodson, Stephanie Watts | Pabellón: Palacio de Deportes Carolina Marín Árbitros: Enrique López Herrada Héctor Báez Batista Ariadna Chueca Moreno Televisión: |  |

| 22 de marzo de 2024 | Casademont Zaragoza                                                                                        | 75–49                                 | Baxi Ferrol                                                                                        | Huelva |  |
| 20:30               | Parciales: 23–16, 18–11, 20–11, 14–11                                                                      | Parciales: 23–16, 18–11, 20–11, 14–11 | Parciales: 23–16, 18–11, 20–11, 14–11                                                              | |  |
|                     | Estadísticas Petra Holesinska 17 Tanaya Atkinson , Serena-Lynn Geldof 5 Mariona Ortiz 8 Tanaya Atkinson 22 | Reporte Pts Reb Asts Val              | Estadísticas 11 Gala Mestres 4 Claudia Soriano, Anniina Äijänen 3 Rachel Howard 17 Claudia Soriano | Pabellón: Palacio de Deportes Carolina Marín Árbitros: Paula Lema Parga Juan Ramón Hurtado Almansa Jesús Martínez Prada Televisión: |  |

## Semifinales
| 23 de marzo de 2024 | Valencia BC                                                                                        | 77–50                                | Movistar Estudiantes                                                                       | Huelva |  |
| 12:00               | Parciales: 24–6, 20–18, 13–10, 20–16                                                               | Parciales: 24–6, 20–18, 13–10, 20–16 | Parciales: 24–6, 20–18, 13–10, 20–16                                                       | |  |
|                     | Estadísticas Alina Iagupova 17 Nadia Fingall, Alina Iagupova 6 Cristina Ouviña 4 Leticia Romero 17 | Reporte Pts Reb Asts Val             | Estadísticas 11 Stephanie Mawuli 7 Begoña De Santiago 5 Laura Méndez 13 Begoña De Santiago | Pabellón: Palacio de Deportes Carolina Marín Árbitros: Carlos Javier García León Antonio Manuel Zamora Rodríguez Fernando Ibáñez García Televisión: |  |

| 23 de marzo de 2024 | Perfumerías Avenida                                                                | 61–73                                | Casademont Zaragoza                                                                                                | Huelva |  |
| 15:00               | Parciales: 7–25, 19–18, 17–16, 18–14                                               | Parciales: 7–25, 19–18, 17–16, 18–14 | Parciales: 7–25, 19–18, 17–16, 18–14                                                                               | |  |
|                     | Estadísticas Leonor Rodríguez 15 Laura Gil 7 Domínguez, Vilaró, Gil 2 Laura Gil 16 | Reporte Pts Reb Asts Val             | Estadísticas 16 Christelle Diallo 7 Mariona Ortiz 3 Khayla Pointer, Mariona Ortiz 16 Mariona Ortiz, Leonie Fiebich | Pabellón: Palacio de Deportes Carolina Marín Árbitros: Ángel de Lucas de Lucas Enrique López Herrada Eva Areste Giralt Televisión: |  |

## Final
| 24 de marzo de 2024 | Valencia BC                                                                                        | 77–53                                 | Casademont Zaragoza                                                                                                  | Huelva |  |
| 12:30               | Parciales: 21–12, 26–18, 13–11, 17–12                                                              | Parciales: 21–12, 26–18, 13–11, 17–12 | Parciales: 21–12, 26–18, 13–11, 17–12                                                                                | |  |
|                     | Estadísticas Leticia Romero 19 Nadia Fingall, Alina Iagupova 7 Cristina Ouviña 4 Leticia Romero 23 | Reporte Pts Reb Asts Val              | Estadísticas 10 Aleksa Gulbe, Leonie Fiebich 6 Mariona Ortiz 3 Tanaya Atkinson , Christelle Diallo 13 Leonie Fiebich | Pabellón: Palacio de Deportes Carolina Marín Asistencia: 4000 espectadores Árbitros: Enrique López Herrada Paula Lema Parga Héctor Báez Batista Televisión: |  |

| Ganadoras de la Copa de la Reina 2024 |
| ------------------------------------- |
| Valencia BC 1er título                |